# Râul Făgimac
Râul Făgimac este un mic curs de apă, afluent de stânga al râului Șurgani, din bazinul Timiș. 

## Hărți
- Harta județului Timiș